# Lanceoppia pertineata
Lanceoppia pertineata är en kvalsterart som beskrevs av Sandór Mahunka 1989. Lanceoppia pertineata ingår i släktet Lanceoppia och familjen Oppiidae. Inga underarter finns listade i Catalogue of Life.